# Baltimore Grand Prix de 2011
O Baltimore Grand Prix de 2011 foi a décima quarta corrida da temporada de 2011 da IndyCar Series. A corrida foi disputada no dia 4 de setembro em um circuito montado nas ruas de Baltimore, Maryland. O vencedor foi o australiano Will Power, da equipe Team Penske.

## Pilotos e Equipes
| Nº | Piloto                  | Equipe                       | Chassis | Motor | Pneu |
| -- | ----------------------- | ---------------------------- | ------- | ----- | ---- |
| 2  | Oriol Servià            | Newman/Haas Racing           | Dallara | Honda | F    |
| 3  | Hélio Castroneves       | Team Penske                  | Dallara | Honda | F    |
| 4  | J. R. Hildebrand (R)    | Panther Racing               | Dallara | Honda | F    |
| 5  | Takuma Sato             | KV Racing Technology - Lotus | Dallara | Honda | F    |
| 6  | Ryan Briscoe            | Team Penske                  | Dallara | Honda | F    |
| 06 | James Hinchcliffe (R)   | Newman/Haas Racing           | Dallara | Honda | F    |
| 7  | Danica Patrick          | Andretti Autosport           | Dallara | Honda | F    |
| 07 | Tomas Scheckter         | SH Racing                    | Dallara | Honda | F    |
| 8  | Paul Tracy              | Dragon Racing                | Dallara | Honda | F    |
| 9  | Scott Dixon             | Chip Ganassi Racing          | Dallara | Honda | F    |
| 10 | Dario Franchitti        | Chip Ganassi Racing          | Dallara | Honda | F    |
| 12 | Will Power              | Team Penske                  | Dallara | Honda | F    |
| 14 | Vitor Meira             | A. J. Foyt Enterprises       | Dallara | Honda | F    |
| 17 | Martin Plowman (R)      | Sam Schmidt Motorsports      | Dallara | Honda | F    |
| 18 | James Jakes (R)         | Dale Coyne Racing            | Dallara | Honda | F    |
| 19 | Sebastien Bourdais      | Dale Coyne Racing            | Dallara | Honda | F    |
| 22 | Giorgio Pantano (R)     | Dreyer & Reinbold Racing     | Dallara | Honda | F    |
| 24 | Ana Beatriz (R)         | Dreyer & Reinbold Racing     | Dallara | Honda | F    |
| 26 | Marco Andretti          | Andretti Autosport           | Dallara | Honda | F    |
| 27 | Mike Conway             | Andretti Autosport           | Dallara | Honda | F    |
| 28 | Ryan Hunter-Reay        | Andretti Autosport           | Dallara | Honda | F    |
| 34 | Sebastian Saavedra (R)  | Conquest Racing              | Dallara | Honda | F    |
| 38 | Graham Rahal            | Chip Ganassi Racing          | Dallara | Honda | F    |
| 59 | E. J. Viso              | KV Racing Technology - Lotus | Dallara | Honda | F    |
| 67 | Ed Carpenter            | Sarah Fisher Racing          | Dallara | Honda | F    |
| 77 | Alex Tagliani           | Sam Schmidt Motorsports      | Dallara | Honda | F    |
| 78 | Simona de Silvestro (R) | HVM Racing                   | Dallara | Honda | F    |
| 82 | Tony Kanaan             | KV Racing Technology - Lotus | Dallara | Honda | F    |
| 83 | Charlie Kimball (R)     | Chip Ganassi Racing          | Dallara | Honda | F    |

- (R) - Rookie

## Resultados

### Treino classificatório
| Pos.      | Nº | Piloto                 | Equipe                       | Q1        | Q1        | Q2        | Q3        |
| Pos.      | Nº | Piloto                 | Equipe                       | Grupo 1   | Grupo 2   | Q2        | Q3        |
| --------- | -- | ---------------------- | ---------------------------- | --------- | --------- | --------- | --------- |
| 1         | 12 | Will Power             | Team Penske                  |           | 1:20.9791 | 1:20.0473 | 1:20.2447 |
| 2         | 38 | Graham Rahal           | Chip Ganassi Racing          | 1:21.1532 |           | 1:20.3386 | 1:20.3238 |
| 3         | 6  | Ryan Briscoe           | Team Penske                  | 1:21.1381 |           | 1:20.5087 | 1:20.7023 |
| 4         | 10 | Dario Franchitti       | Chip Ganassi Racing          | 1:21.4452 |           | 1:20.7407 | 1:20.7118 |
| 5         | 19 | Sebastien Bourdais     | Dale Coyne Racing            | 1:21.2649 |           | 1:20.3986 | 1:20.9725 |
| 6         | 28 | Ryan Hunter-Reay       | Andretti Autosport           | 1:21.3015 |           | 1:20.7762 | 1:21.0095 |
| 7         | 3  | Hélio Castroneves      | Team Penske                  |           | 1:21.7961 | 1:20.8503 |           |
| 8         | 27 | Mike Conway            | Andretti Autosport           |           | 1:21.2554 | 1:20.9078 |           |
| 9         | 59 | E. J. Viso             | KV Racing Technology - Lotus |           | 1:21.5588 | 1:20.9416 |           |
| 10        | 9  | Scott Dixon            | Chip Ganassi Racing          | 1:21.0955 |           | 1:21.0617 |           |
| 11        | 82 | Tony Kanaan            | KV Racing Technology - Lotus |           | 1:21.7874 | 1:21.3764 |           |
| 12        | 78 | Simona de Silvestro    | HVM Racing                   |           | 1:21.8538 | 1:21.7382 |           |
| 13        | 18 | James Jakes (R)        | Dale Coyne Racing            | 1:21.6046 |           |           |           |
| 14        | 14 | Vitor Meira            | A. J. Foyt Enterprises       |           | 1:21.9707 |           |           |
| 15        | 22 | Giorgio Pantano (R)    | Dreyer & Reinbold Racing     | 1:21.6857 |           |           |           |
| 16        | 2  | Oriol Servià           | Newman/Haas Racing           |           | 1:21.9856 |           |           |
| 17        | 06 | James Hinchcliffe (R)  | Newman/Haas Racing           | 1:21.7882 |           |           |           |
| 18        | 83 | Charlie Kimball (R)    | Chip Ganassi Racing          |           | 1:22.3963 |           |           |
| 19        | 4  | J. R. Hildebrand (R)   | Panther Racing               | 1:22.0232 |           |           |           |
| 20        | 17 | Martin Plowman (R)     | Sam Schmidt Motorsports      |           | 1:22.5638 |           |           |
| 21        | 77 | Alex Tagliani          | Sam Schmidt Motorsports      | 1:22.1596 |           |           |           |
| 22        | 24 | Ana Beatriz (R)        | Dreyer & Reinbold Racing     |           | 1:22.9070 |           |           |
| 23        | 26 | Marco Andretti         | Andretti Autosport           | 1:22.8926 |           |           |           |
| 24        | 07 | Tomas Scheckter        | SH Racing                    |           | 1:22.9769 |           |           |
| 25        | 7  | Danica Patrick         | Andretti Autosport           | 1:23.0159 |           |           |           |
| 26        | 34 | Sebastian Saavedra (R) | Conquest Racing              |           | 1:23.4736 |           |           |
| 27        | 67 | Ed Carpenter           | Sarah Fisher Racing          | 1:24.5361 |           |           |           |
| 28        | 5  | Takuma Sato            | KV Racing Technology - Lotus |           | 1:25.3139 |           |           |
| Relatório |    |                        |                              |           |           |           |           |

- (R) - Rookie

### Corrida

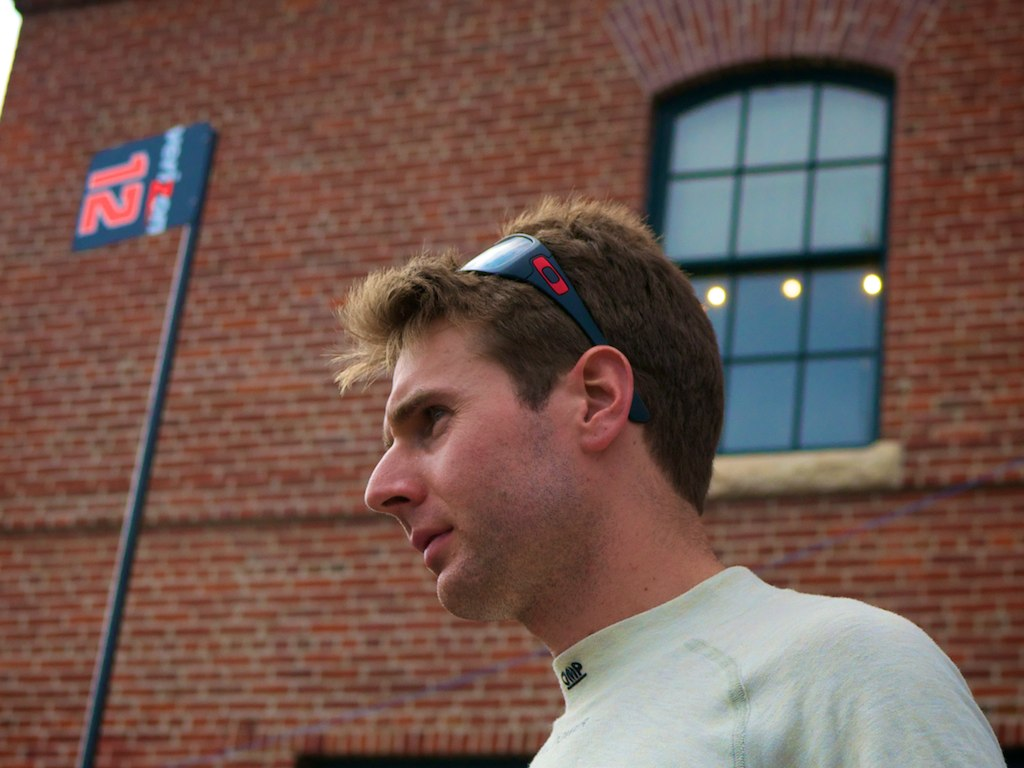
Will Power antes do início da corrida.

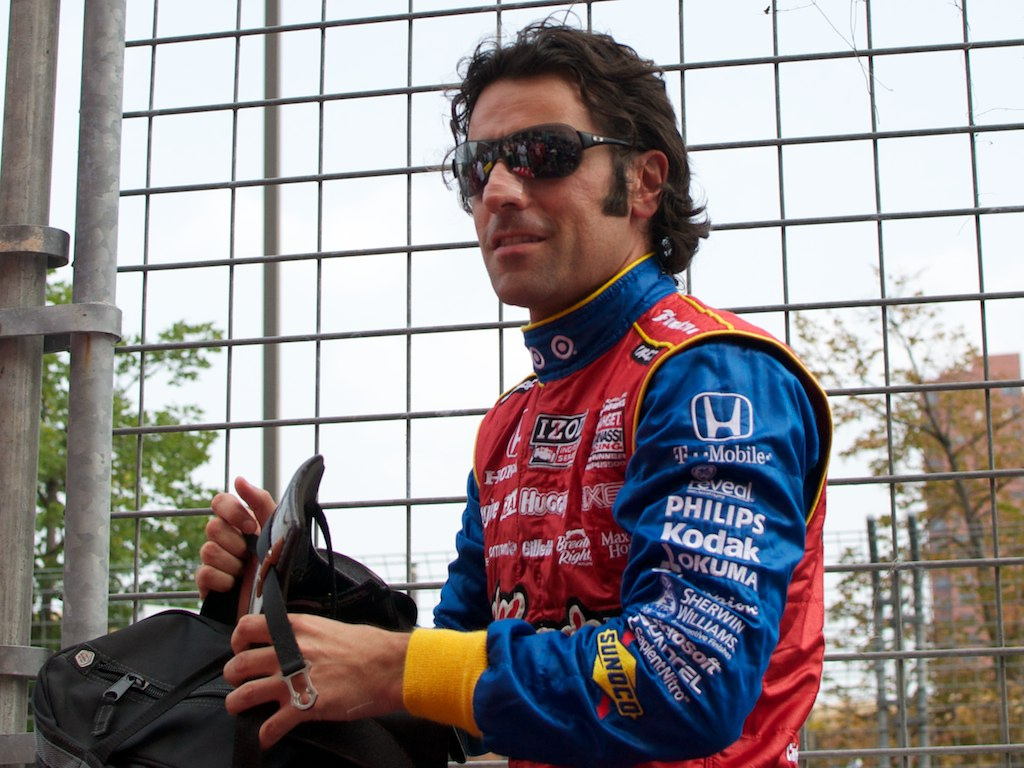
Dario Franchitti antes do início da corrida.

| Pos       | Nº | Piloto                 | Equipe                       | Voltas | Tempo         | Largada | Voltas na Liderança | Pontos |
| --------- | -- | ---------------------- | ---------------------------- | ------ | ------------- | ------- | ------------------- | ------ |
| 1         | 12 | Will Power             | Team Penske                  | 75     | 02:02:19.4998 | 1       | 70                  | 53     |
| 2         | 2  | Oriol Servià           | Newman/Haas Racing           | 75     | +10.2096      | 14      | 0                   | 40     |
| 3         | 82 | Tony Kanaan            | KV Racing Technology - Lotus | 75     | +10.8557      | 27      | 0                   | 35     |
| 4         | 10 | Dario Franchitti       | Chip Ganassi Racing          | 75     | +11.0831      | 4       | 2                   | 32     |
| 5         | 9  | Scott Dixon            | Chip Ganassi Racing          | 75     | +11.5032      | 9       | 0                   | 30     |
| 6         | 7  | Danica Patrick         | Andretti Autosport           | 75     | +18.5661      | 23      | 0                   | 28     |
| 7         | 77 | Alex Tagliani          | Sam Schmidt Motorsports      | 75     | +18.5671      | 19      | 0                   | 26     |
| 8         | 28 | Ryan Hunter-Reay       | Andretti Autosport           | 75     | +18.9269      | 6       | 1                   | 24     |
| 9         | 14 | Vitor Meira            | A. J. Foyt Enterprises       | 75     | +22.3096      | 12      | 0                   | 22     |
| 10        | 38 | Graham Rahal           | Chip Ganassi Racing          | 75     | +22.6977      | 2       | 0                   | 20     |
| 11        | 17 | Martin Plowman (R)     | Sam Schmidt Motorsports      | 75     | +23.7405      | 18      | 0                   | 19     |
| 12        | 78 | Simona de Silvestro    | HVM Racing                   | 75     | +24.7568      | 10      | 1                   | 18     |
| 13        | 34 | Sebastian Saavedra (R) | Conquest Racing              | 75     | +29.6042      | 24      | 0                   | 17     |
| 14        | 6  | Ryan Briscoe           | Team Penske                  | 75     | +30.9855      | 3       | 1                   | 16     |
| 15        | 59 | E. J. Viso             | KV Racing Technology - Lotus | 75     | +50.6756      | 8       | 0                   | 15     |
| 16        | 24 | Ana Beatriz (R)        | Dreyer & Reinbold Racing     | 75     | +1:00.5667    | 20      | 0                   | 14     |
| 17        | 3  | Hélio Castroneves      | Team Penske                  | 74     | +1 volta      | 28      | 0                   | 13     |
| 18        | 5  | Takuma Sato            | KV Racing Technology - Lotus | 73     | +2 voltas     | 26      | 0                   | 12     |
| 19        | 4  | J. R. Hildebrand (R)   | Panther Racing               | 73     | +2 voltas     | 17      | 0                   | 12     |
| 20        | 67 | Ed Carpenter           | Sarah Fisher Racing          | 73     | +2 voltas     | 25      | 0                   | 12     |
| 21        | 83 | Charlie Kimball (R)    | Chip Ganassi Racing          | 73     | +2 voltas     | 16      | 0                   | 12     |
| 22        | 07 | Tomas Scheckter        | SH Racing                    | 71     | +4 voltas     | 22      | 0                   | 12     |
| 23        | 27 | Mike Conway            | Andretti Autosport           | 64     | Mecânico      | 7       | 0                   | 12     |
| 24        | 06 | James Hinchcliffe (R)  | Newman/Haas Racing           | 54     | Mecânico      | 15      | 0                   | 12     |
| 25        | 26 | Marco Andretti         | Andretti Autosport           | 40     | Mecânico      | 21      | 0                   | 10     |
| 26        | 22 | Giorgio Pantano (R)    | Dreyer & Reinbold Racing     | 39     | Contato       | 13      | 0                   | 10     |
| 27        | 18 | James Jakes (R)        | Dale Coyne Racing            | 37     | Contato       | 11      | 0                   | 10     |
| 28        | 19 | Sebastien Bourdais     | Dale Coyne Racing            | 9      | Elétrico      | 5       | 0                   | 10     |
| Relatório |    |                        |                              |        |               |         |                     |        |

- (R) - Rookie

## Tabela do campeonato após a corrida
Observe que somente as dez primeiras posições estão incluídas na tabela.
| Pos | Var     | Piloto           | Pontos |
| --- | ------- | ---------------- | ------ |
| 1   | Estável | Dario Franchitti | 507    |
| 2   | Estável | Will Power       | 502    |
| 3   | Estável | Scott Dixon      | 430    |
| 4   | Estável | Oriol Servià     | 367    |
| 5   | Aumento | Tony Kanaan      | 340    |

| Pos | Var     | Piloto            | Pontos |
| --- | ------- | ----------------- | ------ |
| 6   | Baixa   | Ryan Briscoe      | 328    |
| 7   | Aumento | Ryan Hunter-Reay  | 305    |
| 8   | Baixa   | Marco Andretti    | 292    |
| 9   | Estável | Hélio Castroneves | 290    |
| 10  | Estável | Graham Rahal      | 284    |